# Pierścień uporządkowany
Pierścieniem uporządkowanym – pierścień przemienny {\displaystyle R} z określonym porządkiem liniowym {\displaystyle \leq } spełniającym dla dowolnych {\displaystyle a,b,c\in R} warunki
- {\displaystyle a\leqslant b\implies a+c\leqslant b+c,}
- {\displaystyle (0\leqslant a\land 0\leqslant b)\implies 0\leqslant ab.}

Niezerowy element {\displaystyle a\in R} nazywany jest dodatnim (odpowiednio, ujemnym), gdy {\displaystyle 0\leqslant a\ (a\leqslant 0).} Wartością bezwzględną elementu {\displaystyle a\in R} nazywany jest element
{\displaystyle |a|={\begin{cases}a,&{\mbox{gdy }}0\leqslant a,\\-a,&{\mbox{w przeciwnym wypadku}},\end{cases}}}
gdzie {\displaystyle -a} oznacza element odwrotny do elementu {\displaystyle a} względem dodawania.

## Przykłady
Pierścieniami uporządkowanymi są: pierścień liczb całkowitych ze zwykłym porządkiem, pierścień liczb wymiernych i pierścień liczb rzeczywistych ze zwykłymi porządkami (dwa ostatnie przykłady są nawet ciałami uporządkowanymi).
Pierścienia uporządkowanego nie tworzą natomiast liczby zespolone.

## Własności
W poniższych twierdzeniach przyjmujemy, że {\displaystyle R} jest pierścieniem uporządkowanym.
- Dla dowolnych {\displaystyle a,b,c\in R} zachodzi:

{\displaystyle (a\leqslant b\land 0\leqslant c)\implies a\cdot c\leqslant b\cdot c.}
- Dla dowolnych {\displaystyle a,b\in R} spełniony jest warunek

{\displaystyle |a\cdot b|=|a|\cdot |b|.}
- Nietrywialny pierścień uporządkowany (czyli taki, który ma więcej niż jeden element) ma nieskończenie wiele elementów.
- Jeśli {\displaystyle a\in R,} to albo {\displaystyle 0<a,} albo {\displaystyle 0<-a,} albo {\displaystyle a} (gdzie przez {\displaystyle x<y} rozumie się relację {\displaystyle x\leqslant y} i {\displaystyle x\neq y}).
- Pierścień uporządkowany {\displaystyle R} nie posiada dzielników zera wtedy i tylko wtedy, gdy dla każdych elementów dodatnich {\displaystyle a,b\in R,} dodatni jest również ich iloczyn {\displaystyle a\cdot b.}
- W pierścieniu uporządkowanym żaden element ujemny nie jest kwadratem innego elementu.